# Рихнава (округ Ґелниця)
Рихнава (Ріхнава; словац. Richnava, угор. Rihnó) — село, громада в окрузі Ґелніца, Кошицький край, Словаччина. Кадастрова площа громади — 6,97 км². Населення — 2971 особа (за оцінкою на 31 грудня 2017 р.).
Перша згадка 1246 року.

## Населення
| Рік:            | 1994. | 2004.    | 2014.    | 2024.    |
| --------------- | ----- | -------- | -------- | -------- |
| Кількість осіб: | 1497  | 2055     | 2744     | 3528     |
| Різниця:        |       | +37,27 % | +33,52 % | +28,57 % |

| Рік:            | 2023. | 2024.   |
| --------------- | ----- | ------- |
| Кількість осіб: | 3434  | 3528    |
| Різниця:        |       | +2,73 % |